# 帰ってきたファン・グムボク
- 韓国のテレビ局 > SBS (韓国) > SBSのテレビドラマ > SBS日日ドラマ > 帰ってきたファン・グムボク

「帰ってきたファン・グムボク」は、2015年6月8日から2015年12月11日まで放映されたSBS連続ドラマである。

## あらすじ
主人公のグムボクが母親の失踪事件の真相を探る過程を描いたサスペンスドラマ。グムボクの母で環境美化員のウンシルは他のシングルマザーの2家族と共同生活をし、家の中で家長でもあったが、とあるきっかけで失踪した。その裏には、昔、家主がウンシルと知り合いだった財閥家で自分の秘密を埋めなければならない女性が絡んでいた。

## キャスト

### 主要人物
- ファン・グムボク：シン・ダウン (子役：パク・ソヨン)
- パク・イリョン：イ・エリヤ
- カン・ムヒョク：チョン・ウヌ
- ソ・イヌ：キム・ジヌ

### ファン・グムボクの家族
- ファン・ウンシル：チョン・ミソン (子役：キム・ヒェユン)

### バク・イェリョンの家族
- ペク・リヒャン：シム・ヘジン

### ソ・イヌ家族
- Oh Mal-Ja：キム・ナウン
- Oh Mal-sik：ムン・チョンシク
- オ・ピョンガン：イ・ハンソ

### カン・ムヒョクの家族
- カン・テジュン：チョン・ノミン（子役ギムウク）
- チャ・ミヨン：イ・ヘスク
- ミセス王 (夫人王)：キム・ヨンオク
- カン・テラ：キム・ユンギョン

### その他の人物
- キム・インス/キム・ギョンス：ソンウ・ジェドク
- チャ・スンマン：コ・インボム
- ペ監督：ペ・ドンソン
- ジン課長：キム・ミリョ
- キム・テス：チェ・デフン
- キム・インウ：山田
- オ・ヨンソップ：キム・ホヨン
- 刑事：キム・クァンヒョン
- 被害者の父親：We Yang-ho
- 偽イミョンチョル：イ・チャン
- 大株主：チョン・ドンギュ/チョン・ドゥキム
- スンマンの秘書：イ・ヒョンジョル
- 警察：ソンホで
- チャスンのみ（タイム弁護士）：パク・ヨンス
- キム・インスの弁護士：イ・ジョンソン
- 銃撃事件を担当した検察官：ホン・スンボム
- 公園副検査：ホン・スンボム
- イ・ミョンチョル秘書：イ・ミンホ
- 日本のタクシー運転手の母親：ソン・インジャ
- メンボンハク
- ソ・ワンソク
- ギムインホ/ソンホス
- ソンホス
- チェデホ
- イ・ソンウ

### 特別出演
- ファン・マンチョル
- キム・ウンチョル (金ウンチョル)：アン・ジファン
- 看護師：キョン・ミリ（ノンクレジット）

## 放送休止
- 2015年6月11日：サッカー国家代表評価試合大韓民国：アラブ首長国連邦中継放送のために放送休止
- 2015年9月3日：2018 FIFAワールドカップアジア2次予選大韓民国：ラオス中継放送のために放送休止
- 2015年9月28日：秋夕特集放送<NEW〜ストッキング>編成により放送休止
- 2015年9月29日：秋夕特集番組<Kご飯スター母が誰なの>組み合わせにより、放送休止
- 2015年10月26日：SBSスポーツ2015年KBOリーグ韓国シリーズ第1戦斗山ベアーズVS三星ライオンズ中継放送のために放送休止
- 2015年10月30日：SBSスポーツ2015年KBOリーグ韓国シリーズ第4戦三星ライオンズVS斗山ベアーズ中継放送のために放送休止
- 2015年11月4日：ゴチョクスカイドーム開場記念2015ソウルのスーパーシリーズ大韓民国VSキューバの中継放送のために放送休止
- 2015年11月11日：長沙25周年特別企画2015 WBSCプレミア12予選大韓民国VSドミニカ共和国中継放送のために放送休止
- 2015年11月16日：長沙25周年特別企画2015 WBSCプレミア12準々決勝大韓民国VSキューバの中継放送のために放送休止
- 2015年11月19日：長沙25周年特別企画2015 WBSCプレミア12 4戦大韓民国VS日本の中継放送のために放送休止

## 受賞
- 2015年SBS演技大賞ニュースター賞 イ・エリヤ
- 2015年SBS演技大賞連続ドラマ部門の女性の特別な演技賞 チョン・ミソン

## 警告
- 葛藤関係にある人物を精神病にまつりあげようと病院診療記録操作を模擬する場面、相手の弱点をつかみ脅迫して拉致するなどの場面がエクスポート放送通信審議委から「警告」の措置を受けた。

## その他
- 放映分は120部作のところを5回延長して125部作に変更した。
- SBSドラマプラスがSBSプロダクションの制作部門を合併した後、三番目に外注製作した連続ドラマであり、SBSドラマプラスの初の単独制作連続ドラマであった。
- 日本では、TOKYO MX (2020年)等で放送。日本での放送やDVD販売に際し、原題から改題されていない。